# Romancing Sara
Romancing Sara är en film från 1995, skriven och regisserad av Lawrence Unger.